# Мощич, Пётр Степанович
Пётр Степанович Мощич (27 апреля 1928, Волосатое, Подкарпатское воеводство — 10 февраля 2006, Киев) — учёный-медик и врач-педиатр. Доктор медицинских наук (1967), профессор (1968). Академик Академии высшей школы Украины (1992). Лауреат Государственной премии УССР в области науки и техники (1984). Заслуженный деятель науки и техники УССР (1989). Заведующий кафедрой педиатрии в Национальном медицинском университете имени А. А. Богомольца (1983—1996, 2001—2003), заведующий кафедрой педиатрии в Медицинском институте УАНМ (1992—2003).

## Биография
Родился 27 апреля 1928 года в селе Волосатое Львовского воеводства (Польша).
В 1946 году окончил Ужгородский государственный университет. В 1967 году защитил докторскую диссертацию на тему «Особенности вялотекущего ревматизма у детей (материалы из клиники, диагностики и дифференциальной диагностики)».
С 1955 по 1972 год работал в Киевском медицинском институте. Более 30 лет проработал профессором, а также заведующим педиатрических кафедр в Национальном медицинском университете имени А. А. Богомольца.
С 1969 года работал в Министерстве здравоохранения Украины на должности главного детского инфекциониста. Впоследствии он связал свою работу с кафедрой детских инфекционных болезней.
Скончался 10 февраля 2006 года в Киеве. Похоронен вместе с женой на Байковом кладбище (участок № 49а).

## Научные труды
Автор и соавтор около 50 публикаций и учебных пособий. Среди них:
- Руднев И. М,. Мощич П. С., Сидельников В. М. Практическая кардиология детского возраста. — Киев: Здоровье, 1969. — 229 с.
- Мощич П. С., Гончарук А. Н. Малосимптомные формы ревматизма у детей. — Киев: Здоров’я, 1975. — 176 с.
- Мощич П. С. Профилактические прививки в практике педиатра. — Киев: Здоровье, 1975. — 222 с.
- Мощич П. С., Киричинская И. А. Инфекционно-аллергические полирадикулоневриты у детей. — Киев: Здоровье, 1982. — 144 с.
- Мощич П. С. Сидельников В. М., Кривченя Д. Я. Кардиология детского возраста. — Киев: Здоров’я, 1986. — 399 с.
- Бережной В. В., Мощич П. С., Марушко Ю. В. Затяжное, рецидивирующее и хроническое течение стафилококковой инфекции у детей. — Киев: Здоровье, 1990. — 190 с.
- Мощич П. Тришкова Л., Штырев И., Юрков Н. Вирусные гепатиты у детей. — Киев: Здоровье, 1991. — 160 с.
- Мощич П. Детские болезни; Учебник / За ред П. Н. Гудзенко. — Киев: Вища школа, 1984. — 776 с.
- Медицина дитинства:

- Медицина дитинства / За ред. П. С. Мощича; Навч. Посібник: у 4 т. — Киев: Здоров’я, 1994. — Т. 1. — 704 с.
- Медицина дитинства / За ред. П. С. Мощича; Навч. Посібник: у 4 т. — Киев: Здоров’я, 1995. — Т. 2. — 760 с.
- Медицина дитинства / За ред. П. С. Мощича; Навч. Посібник: у 4 т. — Киев: Здоров’я, 1998. — Т. 3. — 768 с.
- Медицина дитинства / За ред. П. С. Мощича; Навч. Посібник: у 4 т. — Киев: Здоров’я, 1999. — Т. 4, кн. 1 — 712 с.
- Медицина дитинства / За ред. П. С. Мощича; Навч. Посібник: у 4 т. — Киев: Вища школа, 2001 — Т. 4, кн. 2. — 438 с.
- Медицина дитинства / За ред. П. С. Мощича; Навч. Посібник: у 4 т. — Киев: Вища школа, 2001 — Т. 4, кн. 3. — 476 с.

- Тришкова Л. А., Мощич П. С. Справочник по инфекционным болезням у детей. — Киев: Здоровье, 1990. — 364 с.
- Мощич П. С., Жарикова З. М., Борисенко М. И, Левченко Л. А. Диспансеризація здорових дітей в умовах поліклініки. — Киев: Вища школа, 2003. — 222 с.
- Неонатологія: навчальний посібник / За ред П. С. Мощича, О. Г. Сулими. — Киев: Вища школа, 2004. — 407 с.
- Кардіологія дитячого і підліткового віку: навчальний посібник / За ред. П. С. Мощича, Ю. В. Марушко. — Киев: Вища школа, 2006. — 679 с.

## Награды
- Орден «Знак почёта»;
- Орден «За заслуги» 3-й степени;
- Знак отличия Президента Украины и медаль «Защитнику Отечества»;
- Медаль им. академика Н. Стражеско;
- Медаль «Ветеран труда»;
- Три медали «Изобретатель СССР»;
- Знак «Отличник здравоохранения».